# Condado de Santarém
O Condado de Santarém foi uma entidade política criada em 1093 por Afonso VI de Leão, centrada na cidade de Santarém, aquando da sua reconquista aos mouros.
O seu único conde foi Sueiro Mendes. A cidade foi capturada pelos Almorávidas em 1111 e o condado extinto.

## História

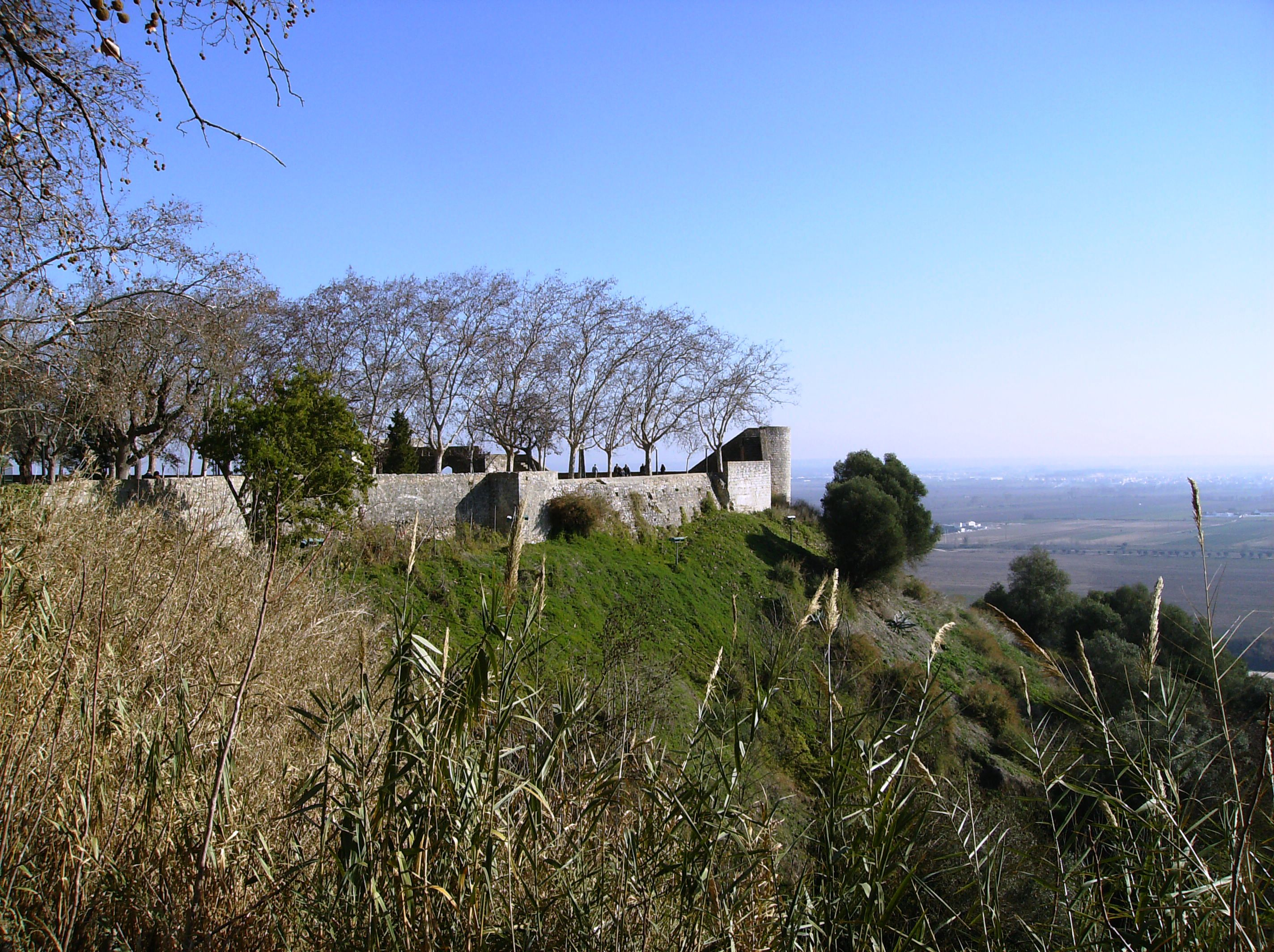
Castelo de Santarém.

Na Primavera de 1093, o rei de Leão e da Galiza Afonso VI reuniu as suas hostes e levando por lugar-tenente o conde da Galiza Raimundo de Borgonha, marido da sua única filha legítima e herdeira D. Urraca, invadiu a actual Extremadura, território então integrante da Taifa de Badajoz.
A cidade de Santarém foi surpreendida pelo ataque, cercada e rapidamente rendida pela fome. Perdida Santarém pelos mouros, Lisboa e Sintra renderam-se a Afonso VI.
Para governar e defender o novo território, Afonso VI nomeou Sueiro Mendes, rico-homem da linhagem dos Maias, com solar em Entre-Douro-e-Minho.
Alguns meses mais tarde ainda em 1093, o general muçulmano Seyr veio à península Ibérica à testa de um forte exército com ordens para reduzir ao domínio Almorávida várias cidades, entre elas, Lisboa, Sintra e Santarém. Lisboa e Sintra renderam-se aos seus correligionários, mas em Santarém, Sueiro Mendes, cercado pelas tropas Almorávidas, resistiu energicamente até que Seyr abandonou a campanha e regressou ao norte de África sem conquistar Santarém.
Na Primavera de 1094, o conde da Galiza D. Raimundo intentou recuperar Lisboa e Sintra. Acampando perto de Lisboa, foi porém desbaratado em batalha pelos mouros e obrigado a resguardar-se em Coimbra.
Como os Almorávidas ameaçassem a fronteira sul do condado de Portugal, em 1010 o conde D. Henrique envia para Santarém o adail Suário Fromarigues à testa de algumas tropas de reforço. Estas foram, porém, atacadas quando acamparam em Vatalandi, perto do Tejo, sendo mortos na acção Suário Fromarigues e o cavaleiro Miro Crescones.
No ano seguinte, Santarém é novamente cercada pelas tropas de Seyr. Sem forças bastantes nem promessas de socorro, a vila cai em poder dos Almorávidas e o condado é extinto.